# Pomnik żołnierzy Armii Czerwonej w Smołdzinie
Pomnik żołnierzy Armii Czerwonej w Smołdzinie – pomnik upamiętniający poległych żołnierzy Armii Czerwonej, znajdujący się na terenie miejscowości Smołdzino w województwie pomorskim.

## Historia
Pomnik został zbudowany w latach 1945–1946 przez oddziały Armii Czerwonej w miejscu pochówku 18 żołnierzy radzieckich, którzy w 1945 r. zmarli w tym rejonie z ran. W 1977 r. Ministerstwo Obrony ZSRR przekazało stronie polskiej listę osiemnastu nazwisk żołnierzy pochowanych w tym miejscu. Pomnik ma postać postumentu z cokołem, na którym umieszczony jest obelisk zwieńczony czerwoną pięcioramienną gwiazdą. Na postumencie znajdują się cztery tablice z napisami w języku rosyjskim:
- „Daleko od rosyjskiej matki-ziemi tutaj zginęliście za honor kochanej Ojczyzny”
- „Wieczna chwała bohaterom, którzy zginęli za wolność i niezawisłość naszej Ojczyzny”
- „Ojczyzna nigdy nie zapomni waszych imion”
- „1941- 1945 tutaj spoczywają prochy 12 żołnierzy Armii Czerwonej”

Pierwotnie podstawę pomnika stanowiła pięciokątna gwiazda zbudowana z cegieł, w późniejszych latach została zdemontowana. Jej pozostałości znajdują się poniżej poziomu gruntu, część jest pod przebiegającym obok chodnikiem. W marcu 1998 roku, na mocy zarządzenia wojewody słupskiego oraz zezwolenia dyrektora Wydziału Kultury, Sportu i Turystyki Urzędu Wojewódzkiego w Słupsku, Pracownia Archeologiczno-Konserwatorska z Poznania przeprowadziła w okolicach pomnika prace archeologiczne mające na celu ustalenie, czy rzeczywiście pomnik jest usytuowany na miejscu pochówku żołnierzy Armii Czerwonej. W toku prowadzonych prac potwierdzono obecność szczątków ludzkich w tym miejscu, jednakże ich całkowita ekshumacja nie jest możliwa bez demontażu pomnika. 
Władze gminy Smołdzino już w 1998 r. rozważały możliwość demontażu pomnika, jednakże odstąpiono od tego z uwagi na brak środków finansowych. Po agresji Federacji Rosyjskiej na Ukrainę w kwietniu 2022 r. nieznani sprawcy zawiesili na pomniku dodatkową tablicę o treści: „Pod gwiazdą podobno leżą «bohaterowie» którzy kiedyś «wyzwolili» Polaków a teraz «wyzwalają» Ukraińców. Oddajcie ich Putinowi”. Tablica została usunięta przez lokalne władze. 2 maja 2022 r. nieznani sprawcy zdjęli gwiazdę wieńczącą pomnik. Sprawy związane z montażem dodatkowej tablicy i usunięciem gwiazdy są badane przez Policję.